# آندره آلمیدا
آندره آلمیدا (انگلیسی: André Almeida؛ زادهٔ ۱۰ سپتامبر ۱۹۹۰) یک بازیکن فوتبال اهل پرتغال است.
وی همچنین در تیم ملی فوتبال پرتغال بازی کرده‌است.